# Bradlové pásmo
Pieninské bradlové pásmo, někdy zkráceně jen bradlové pásmo (anglicky: klippen belt), je tektonicky a orograficky výrazné pásmo Západních Karpat. Bradlové pásmo je obloukovitého tvaru a tvoří hranici mezi Vnějšími a Centrálními Západními Karpatami. Utváří úzkou (19 až 0,4 km), ale až 600 km dlouhou tektonickou jizvu (suturu) po subdukci a kolizi části zemské kůry, ve které jsou zachovány pouze fragmentální sledy geologických vrstev a facií. Vyznačuje se výskytem pevnějších, hlavně vápencových skal – bradel, vyčnívajících ze zpravidla méně odolných slínitých a flyšových souvrství tvořících bradlový obal. Bradla jsou ke svému obalu ponejvíce v tektonickém vztahu, který však může mít rozmanitý charakter. Bloky mají většinou čočkovitý nebo izometrický tvar a jsou uloženy ve flyšových paleogenních vrstvách jako deskovitá tělesa.
Bradlová stavba je zakořeněna pravděpodobně ve středněkůrových úrovních, případně prochází celou kůrou a zasahuje až Mohorovičićovu diskontinuitu. Vytváří výrazná rozhraní, označovaná jako peripieninský lineament. Jeho směr je téměř vertikální, ale jeho sklon se v průběhu celého pásma mění. Geofyzikálním projevem této zóny je např. silně záporná Bouguerova anomálie. V minulosti bylo pokládáno za seismoaktivní oblast, současná měření tyto předpoklady plně nepotvrdila.
Název klippe (bradlo, útes) použili už první geologové, kteří toto pásmo zkoumali. V té době totiž převažoval názor, že pásmo je zbytkem ostrovů či skal, které kdysi v této oblasti vyčnívaly z moře.

## Geografie

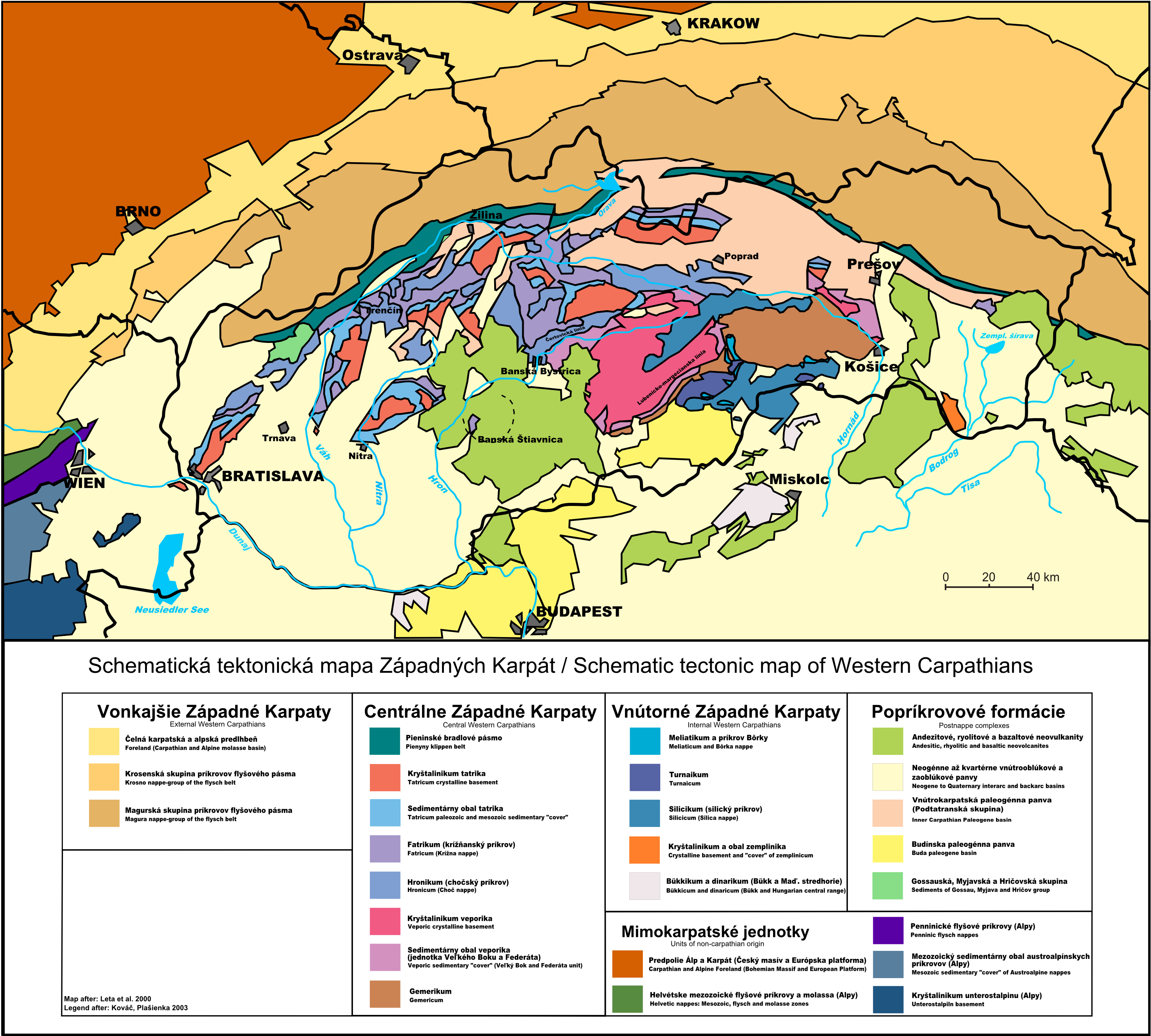
Bradlové pásmo

Na Slovensku vychází na povrch u vrchu Branč (tzv. Brančská bradla) táhne se poté podél doliny Váhu Bílými Karpatami, kde dosahuje u Púchova svoji největší šířku téměř 15 kilometrů. Prochází okolo Žiliny a dále u obce Zázrivá je pásmo přerušeno zlomem, za kterým se prudce stáčí k jihu, do doliny řeky Oravy, kde znovu získává jihozápadní až severovýchodní směr. Následně prochází přes Oravsko-novotargskou pánev do Pienin, přes východní Slovensko, kde se ponořuje pod Vihorlatské vrchy, pokračuje na Podkarpatské Rusi a končí v Rumunsku. Pásmo se ze západu na východ dělí na: podbrančsko-trenčianský, púchovský, varínský, oravský, pieninský, šarišský, podhorodský, svaljavecký, dolhého, lipče-novoselický a poslední úsek u Poiana Boticei. Původně existoval předpoklad, že toto pásmo začíná už u Vídně (proto byl vyčleňován i rakouský úsek), odkud mělo pokračovat na východ pod Vídeňskou kotlinou, tyto předpoklady však dodnes nebyly potvrzeny.

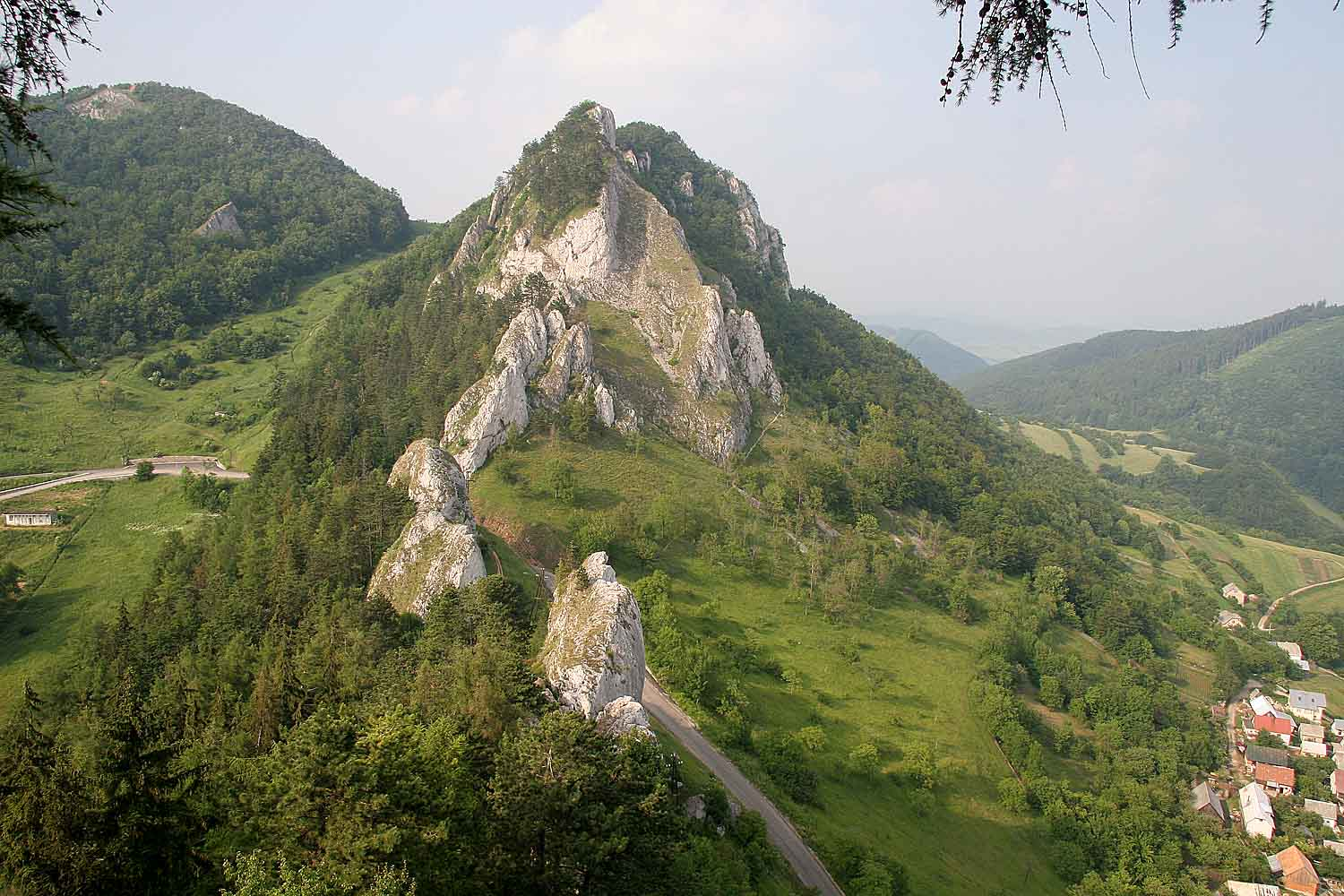
Vršatecká bradla v Czorsztynské jednotce

## Geologie

### Stratigrafie
V souvrstvích bradlového pásma začínajících středním triasem a končících vrchním senonem, které původně tvořily normální sled vrstev, někdy s kratšími přerušeními sedimentace (hiáty), se vedle sebe nachází vícero vrstevných sledů nestejného vývinu, které byly na sebe později ponasouvány:
1. Czorsztynská jednotka nebo také čorštynský, podle lokality Czorstyn v Polsku, je nejsevernější, tvořená jurskými sedimenty mělkovodního prostředí[2], typická hiátem ve spodní křídě a charakteristickými pestrými slíny albského až mástrichtského věku.[3]
2. Kysucká jednotka (někdy označovaná jako kysucko-pieninská jednotka) její jurské sedimenty jsou na rozdíl od předešlé z velké části tvořeny hlubokovodními horninami (radiolarity).[4]
3. Pruská jednotka (nebo také Niedzická jednotka nebo Czertezická jednotka) představuje přechod mezi mělkovodním a hlubokovodním prostředím.[5]
4. Klapská jednotka tvořená exotickými flyšoidními sedimenty, tvoří akreční klín, podle některých názorů jde původně o čelní část Krížňanského příkrovu (fatrika)[4] nebo exotické akreční prizma[5].
5. Oravská jednotka charakteristická vápenci se svéráznou faunou amonitů, typická bradla tohoto typu se nacházejí pouze na Oravě[5].
6. Manínská jednotka tvořená urgonskými vápenci s částečně bradlovým tektonickým stylem,[2] některými badateli zařazovaná do fatrika podobně jako drietomská jednotka[6] a haligovecká jednotka.

Většina geologů uznává jako hlavní část bradlového pásma czorsztynskou, kysuckou jednotku a jednotky tvořící přechod mezi nimi, které spolu tvoří oravikum či pieninikum. Pouze čorštýnská a kysucká jednotka se táhne podél celého bradlového pásma.
(Poznámka:všeobecně je doporučeno používat označení oravikum, protože výraz pieninikum může být omylem zaměněn s alpským penninikem).
V úseku západně od Žiliny je bradlové pásmo na jižní straně omezeno mohutnou dislokací (Podhalský zlom), zlomové poruchy ho poté lokálně oddělují i ze severní strany.
Bradlové pásmo je chápáno buď jako jižní část Vnějších Karpat) nebo jako severní část Centrálních Západních Karpat. Může být ale chápáno i jako hlavní součást rozsáhlejšího povážsko-pieninského pásma.

### Tektonika
Z pohledu laramské stavby tvoří bradlové pásmo tři tektonické jednotky. Odspodu k vrcholu::
- šarišská jednotka – dříve chápána jako jednotka Grajcarka a krynická jednotka, je nasunuta na magurské flyšové příkrovy
- subpieninská jednotka – zahrnuje mělkovodnější sledy: czorsztynskou, niezdickou a czertezickou jednotku; je nasunuta na šarišskou jednotku
- pieninská jednotka – tvořená hlubokovodními sledy kysucké jednotky, místy ji zřejmě překrývají jednotky centrálněkarpatského nebo penninického původu

### Vznik a vývoj

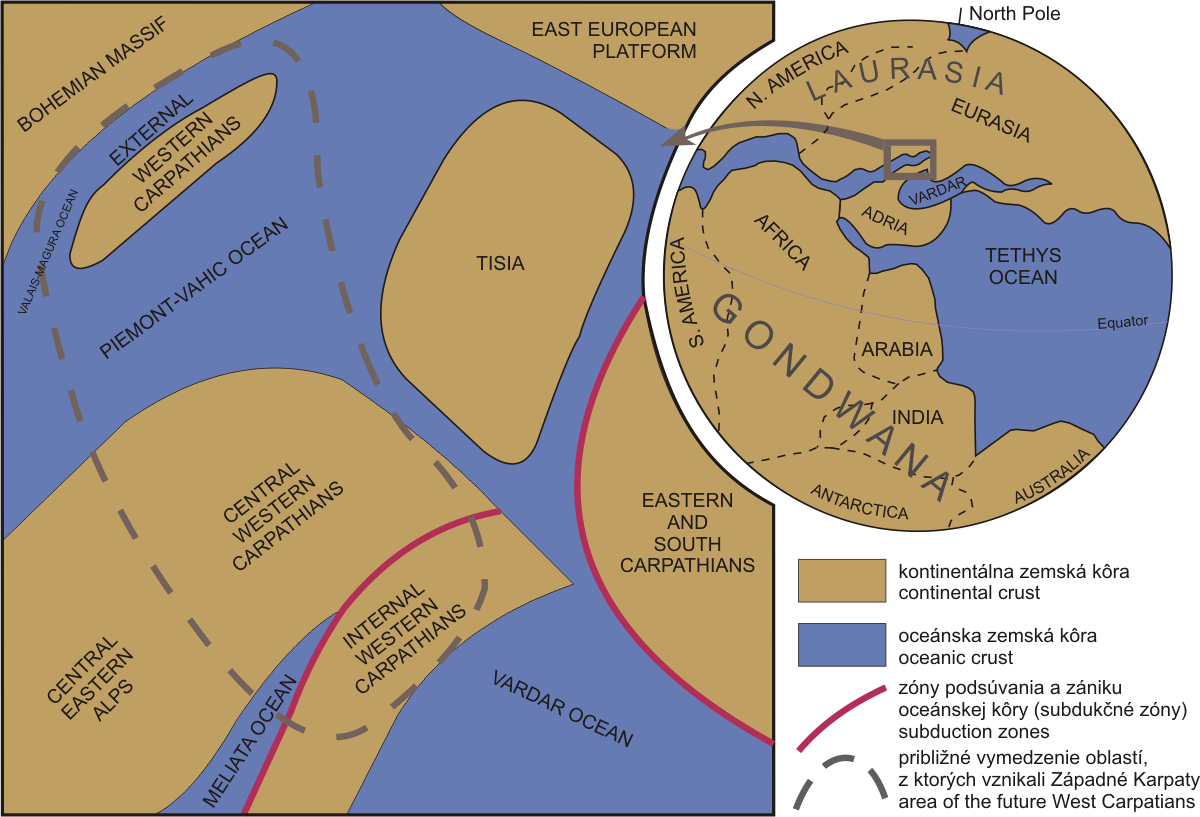
Paleogeografická situace v oblasti Západních Karpat ve vrchní juře.

Přesné informace o vývoji bradlového pásma ve starších obdobích od prvohor po trias nejsou známy, protože tato souvrství byla od dnešních oddělena a později subdukovala nebo byla erodována v době jurského riftingu. O jejich charakteru poskytují částečné informace pouze exotické úlomky hornin, o kterých se předpokládá že pocházely z tzv. Pieninské kordiliéry, je však možné že tato zdrojová oblast byla ve skutečnosti pouze exotický terén nesený v čele příkrovů fatrika nebo dnes už neznámá část tatrika.
V období na začátku druhohor tvořilo oravikum jižní šelf Evropské platformy a pravděpodobně sdílelo až do začátku jury tektonickosedimentární vývoj s jednotkami Centrálních Západních Karpat. Počátkem jury (hetanž - sinemur) byl šelf, na kterém patrně před tím převažovala sedimentace karbonátů narušena riftingem. Horniny starší jako jura se zřejmě nezachovaly v důsledku eroze, která doprovázela počátek riftingu. Zpočátku se usazovaly černé břidlice a slíny, protože členité dno neumožňovalo dostatečný pohyb proudů a okysličování dna.
V bajoku ve střední juře (v období krasínské fáze) se tento prostor začal členit na dvě části, v důsledku vynořování tzv. Czorstynského hřbetu. Severní část tvořila Magurská pánev a jižní Kysucká pánev (označovaná někdy také jako pieninská). Zdvih Czorstynského hřbetu byl spojen s rotací (tilting) bloků kůry severní části oceánu Tethys.
Na severním okraji Kysucké pánve se v tomto období usazovaly mělkovodní vápence czorsztynské jednotky, na jihu to byla hlubokomořská souvrství kysucké jednotky. Už když se Pieninská pánev začala rozpadat, vznikl rift, podél kterého sa začala vytvářet nová oceánská nebo suboceánská kůra, tzv. váhikum. To je dnes považováno za pokračování jižního penninika Alp (dnes uzavřený Piemontsko-ligurský či Jižní Penninický oceán, na Slovensku označovaný také jako Váhický oceán). Tento menší oceán, který byl součástí většího Tethysu, se přičinil spolu s dalšími nově vznikajícími oceány o rozpad území Pangey na dvě části, jižní Gondwanu a severní Laurasii.
Na začátku křídy stále pokračovalo rozpínání oceánského dna Váhického oceánu. V beriasu až valanginu došlo v období walentowské fáze k poklesávání Magurské pánve a k vytvoření Ligurského oceánu. Čorštynský hřbet nakonec celkem poklesl pod hladinu moře. V pozdějším období od střední do vrchní křídy se usazovaly zejména slíny. V senónu se pasívní styk Váhika s jižnějšími jednotkami narušil a začala subdukce, tzv. selecká fáze. Po jejím skončení na rozhraní křídy a paleogénu začala kolize centrálněkarpatského orogenního klinu s kůrou oravika. Druhohorní komplexy těchto hornin byly nejprve intenzívně zvrásněny v tzv. laramské fázi (nebo jarmutské fázi) alpinského vrásnění začátkem paleogenu. Mohutný tlak z jihu způsobil, že jednotlivé vrstvy byly rozlámány a přesunuty na sebe, čímž se jejich plocha výrazně zmenšila. Vrásnění mělo za následek vznik severně skloněné vrásově-příkrovové stavby. Vrchní příkrovy tvořila pieninská jednotka v podloží se subpieninskou a nejspodnější šarišskou jednotkou. Sedimentace v tomto prostoru pokračovala flyšovými sedimenty jarmutsko-pročského souvrství. Nejmladší sedimenty tvoří menilitové břidlice a turbidity malcovského souvrství, které jsou shodné se sedimenty Centrálněkarpatské paleogenní pánve.

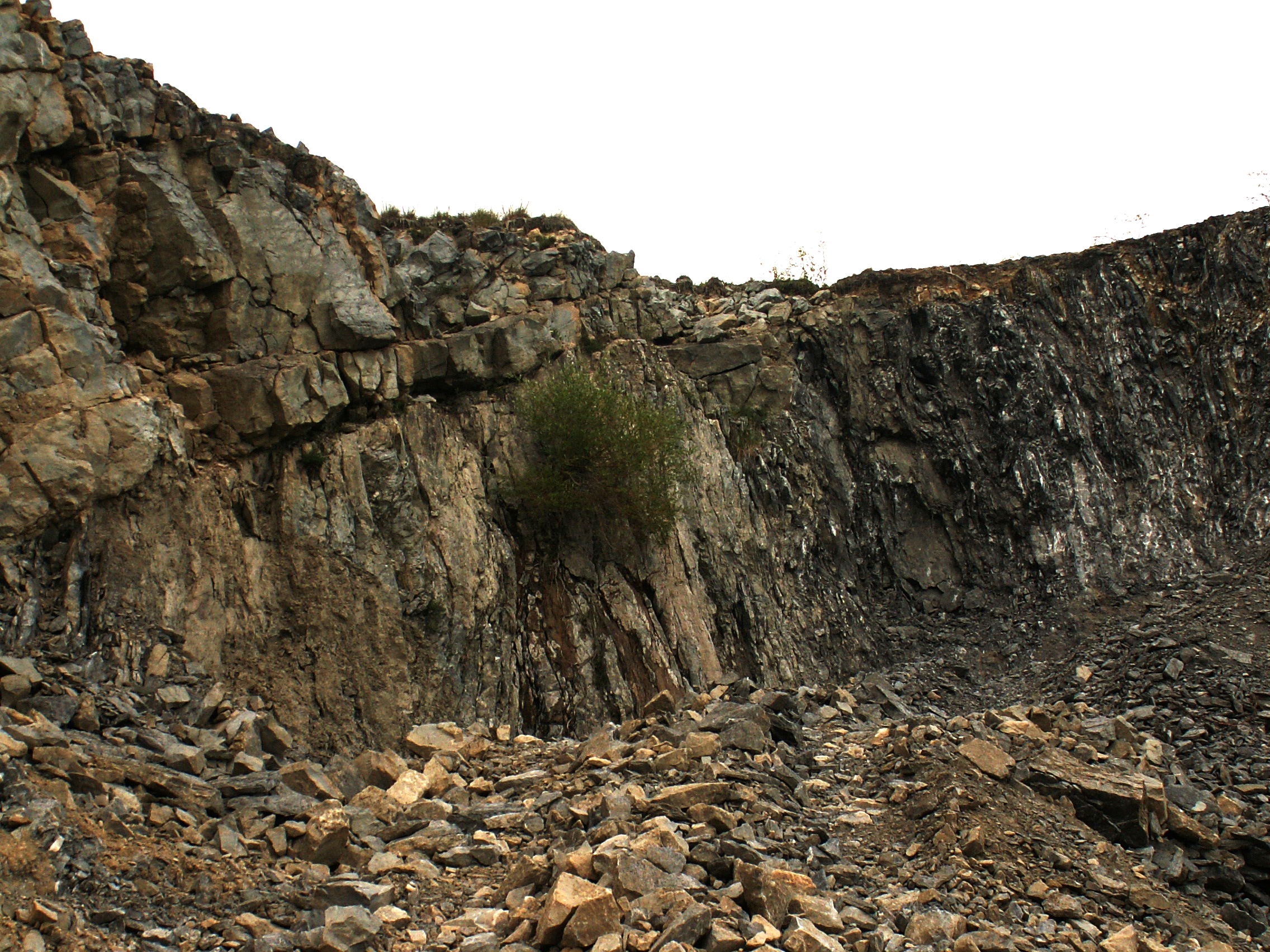
Uhlová diskordance mezi horninami eggenburgu Vídeňské pánve a pieninskými červenými hlíznatými vápenci svrchnějurského věku viditelná v nejzápadnějším bradle u Podbranče.

Koncem oligocénu horotvorná činnost v oblasti Západních Karpat pokračovala v době helvétsko-sávské fáze. Poté, co začátkem miocénu došlo k subdukci podloží flyšového pásma (tzv. Magurského oceánu), začal blok Centrálních Západních Karpat rotovat. Uvolnění obrovského tlaku, který narůstal při nestejné rychlosti subdukce na západě a východě, měl za následek protisměrně posuvný pohyb jednotlivých jednotek a jejich značnou destrukci. Bradlové pásmo v tomto období fungovalo na západě jako levostranná (sinistrální) a na východě jako pravostranná (dextrální) střižná zóna. Tyto pohyby měly za následek vznik dvou pánví typu pull-apart, na západě to byla Vídeňská pánev a na východě Východoslovenská pánev. Vzniklo tak mnoho úzkých a vysokých antiklinál. Nesourodý podklad se však nevrásnil harmonicky. Tvrdá vápencová jádra antiklinál se chovala jinak jako jejich slínový obal, když byla podstatně pevnější a odolávala tlaku odtrhla se a vytvořila ve slínech čočky. Při dalším stlačování se tyto vápencové čočky ve slínech různě pohybovaly – jako rozinky v těstě.
Po ústupu moře slíny erodovaly rychleji než vápence. Pevná bradla byla v době laramské fáze už částečně oddělena od měkčích souvrství a vytvořila tak pruh bradel, táhnoucí se přes celé Karpatské pohoří.

## Hydrogeologie
Celek bradlového pásma se v důsledku své geologicko-tektonické stavby vyznačuje svéráznými rysy. Existuje zde výrazný rozdíl v oběhu podzemních vod ve vápencových bradlech, který je všeobecně velmi malý, v porovnání s horninami bradlového obalu, které mají flyšový charakter a větší propustnost. Prameny vystupující v oblasti bradel mají nejčastěji vydatnost od desetin do 1 l·s−1. Výjimkou je několik málo pramenů, jako například prameniště vody na úpatí Malého Manína u vstupu do Manínské tiesňavy, který po úpravě vrtem umožňuje trvalý odběr 70 l·s−1. Jiné prameny s nadprůměrnou vydatností se nacházejí u Vršatského Podhradí (9,8 - 11,9 l·s−1) nebo u Veľkého Lipníku (6 - 16,4 l·s−1). V okolních obalových komplexech vystupují víceré prameny minerálních vod. V západní části jsou to hlavně prameny studených kyselek, velmi časté na středním Pováží, v okolí Púchova a Horné Súče. Vývěry minerálních vod z těchto hornin byly lokalizovány i při stavbě Nosické Přehrady mládeže.